# Лютеранская церковь (Николаев)
Николаевская кирха — евангелическо-лютеранская церковь Христа Спасителя (нем. Erlöserkirche) Немецкой евангелическо-лютеранской церкви Украины, религиозный центр лютеран Николаева немецкой церковной традиции. Архитектурный памятник государственного значения.
Расположена по адресу Адмиральская улица, 12 (на углу с Фалеевской). Богослужения на русском языке проводятся по воскресеньям с 10 часов утра.

## История

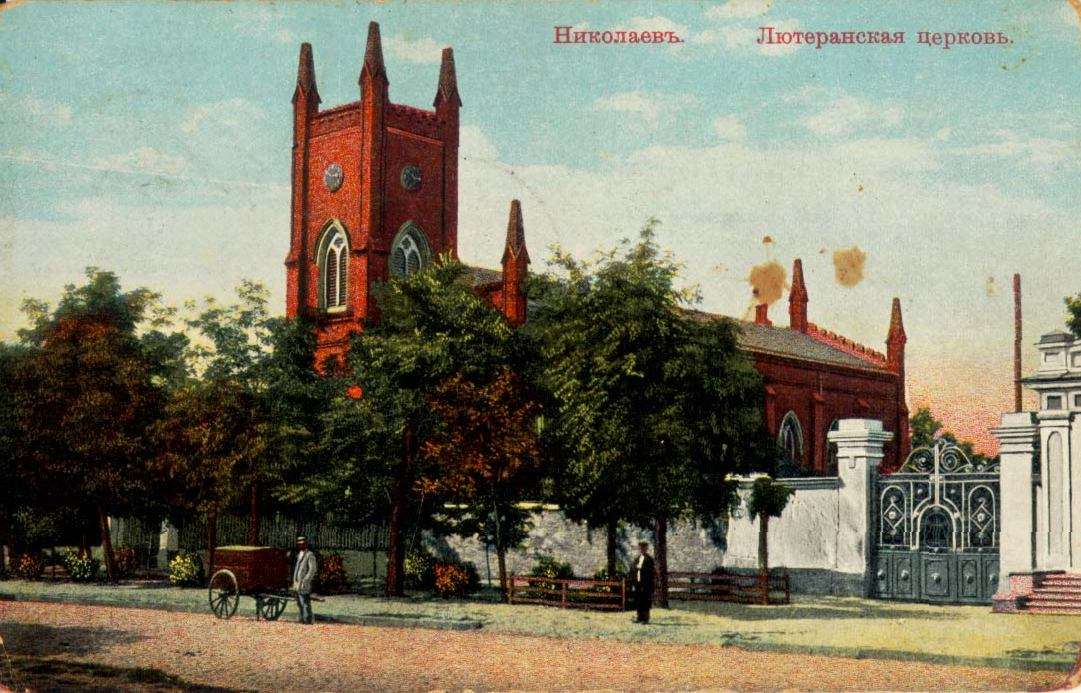
Лютеранская кирха, конец XIX века

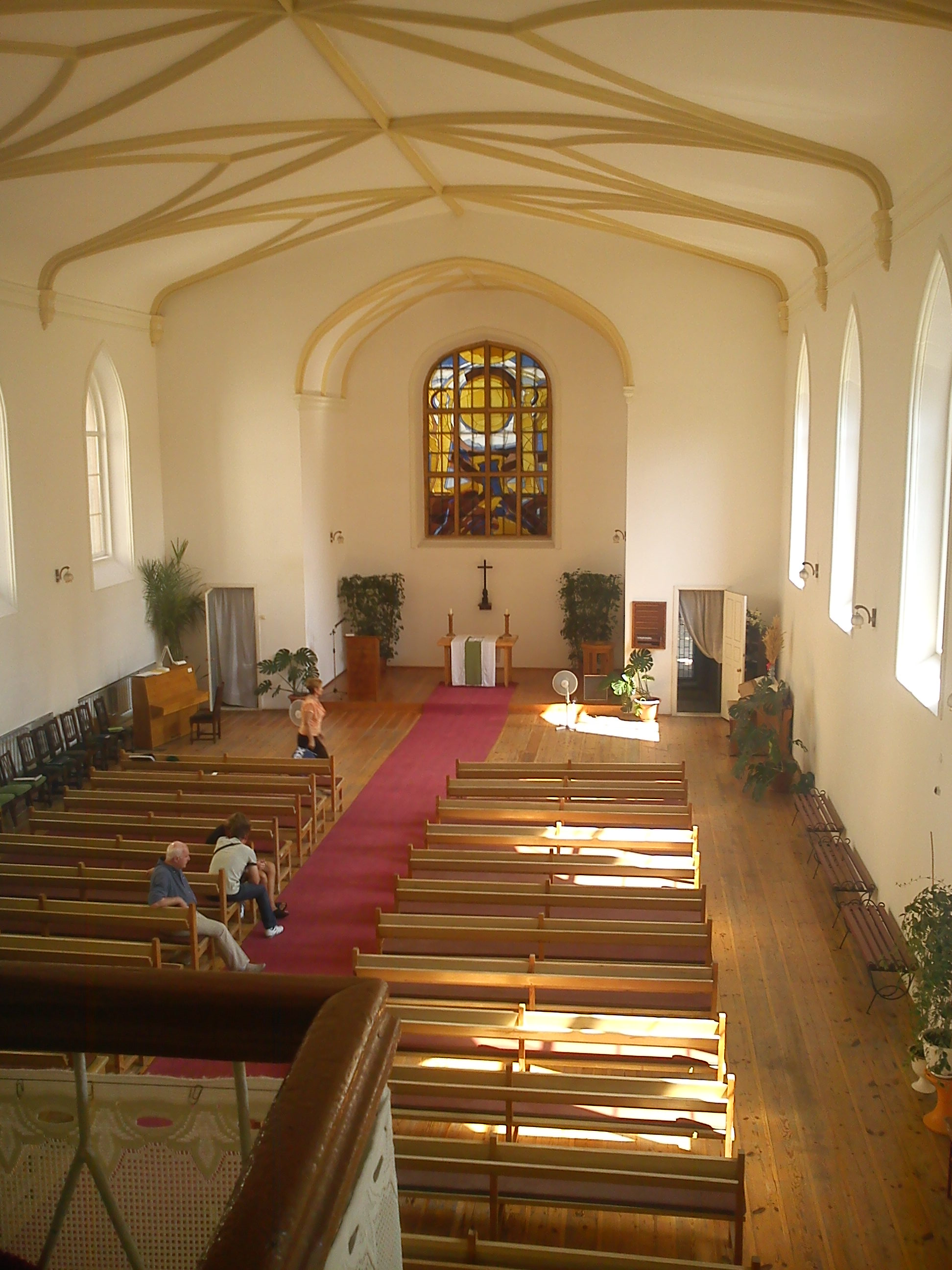
Интерьер Николаевской кирхи

Основу николаевских лютеран составили моряки и офицеры Российского черноморского флота из балтийских немцев. Одним из инициаторов создания николаевской лютеранской общины был военный губернатор Николаева адмирал Грейг. В 1830 году община получила первого дивизионного проповедника (Divisionspredinger). Первым лютеранским пастором Николаева стал Иоганн Долль. В 1848 году было начато строительство здания церкви по плану английского архитектора Чарльза Акройда. Освящение храма произошло 12 октября 1852 года. К 1870 году лютеранская община Николаева насчитывала 1800 человек. В XIX веке николаевские лютеране испытали влияние штундистов, о чем докладывал в епископскую канцелярию местный пастор. В 1931 году лютеранская община самораспустилась.
Время СССР для кирхи и её прихожан также выдалось трудным: лютеране подвергались гонениям, в 1931 г. кирху закрыли, все ценности — изъяли, а само здание — отдали во владение клуба “Динамо”, позднее в кирхе открыли спортзал.
В 1992 году в Николаеве горожане немецкого происхождения воссоздали лютеранскую общину. Большинство прихожан являлись членами немецкого национально-культурного общества «Wiedergeburt». Община с самого начала признала юрисдикцию НЕЛЦУ. Вначале духовное руководство осуществлялось из Одессы. Первым постоянным духовным наставником общины стал Александр Зонне, который из-за разногласий с церковной администрацией был отстранен от управления общиной.
В 1998 году немецкий художник Хуберт Дистлер нарисовал алтарное окно (витраж) для церкви на тему Воскресения